# پولکوونیک سوشتارووو
پولکوونیک سوشتارووو (به بلغاری: Polkovnik Sveshtarovo) یک منطقهٔ مسکونی در بلغارستان است که در شهرستان دوبریچکا واقع شده‌است.